# Кутузов, Пётр Васильевич
Пётр Васи́льевич Куту́зов (укр. Петро Васильович Кутузов; 24 мая 1955, Тирасполь, Молдавская ССР, СССР) — советский, украинский футболист и тренер, чемпион СССР (1983), мастер спорта СССР (1982)

## Футбольная биография

### Карьера игрока
Заниматься футболом Пётр Кутузов начал в родном Тирасполе. Сначала играл в детской команде, созданной при ЖЭКе, позже поступил в местную ДЮСШ, где его тренерами были Михаил Борисович Гройсман, а позже — Валентин Сергеевич Войченко. Будучи учеником 10 класса, Пётр получил вызов в юношескую сборную Молдавской ССР, где его приметили и пригласили продолжить обучение в Кишинёвском спортинтернате. Вскоре молодой футболист был зачислен в дублирующий состав главной команды республики — «Нистру».Сначала играл на позиции центрального полузащитника, а позже был переведён в зону обороны и впоследствии всю свою дальнейшую карьеру провёл на позиции центрального защитника. В 1974 году молдавская команда выступала в высшей лиге СССР. 8 июня, Кутузов, накануне сыгравший полный поединок за дублирующий состав против сверстников из московского «Динамо», был срочно вызван в расположение первой команды, в место выбывшего из-за травмы основного защитника и принял участие в календарном матче «Динамо» (Москва) — «Нистру» (Кишинёв) — 1:0. Эта игра стала для молодого защитника первой не только в элитном дивизионе, но и вообще во взрослом футболе. До конца сезона Пётр ещё дважды выходил на поле в основном составе, в матчах против «Пахтакора» и днепропетровского «Днепра». В целом его команда выступила неудачно, заняв итоговое 16 место, покинула высшую лигу. Следующий сезон Кутузов снова играл за дубль, изредка появляясь в играх за основной состав.
В 1976 году, Пётр принимает предложение от команды «Звезда» из Кировограда и перебирается на Украину, где выступая в турнире второй лиги имел стабильную игровую практику. В одном из поединков с участием кировоградского коллектива, на игру талантливого центрбека обратил внимание, присутствующий на матче селекционер «Днепра» Павел Куприенко, и вскоре Кутузов получает предложение переехать в Днепропетровск. Отыграв в Кировограде лишь несколько месяцев, Пётр снова оказался в команде элитного дивизиона. Дебютировал в основном составе днепропетровцев 8 июня 1976 года, в матче против ереванского «Арарата», но в дальнейшем играл за дубль и только с сезона 1978 года Пётр начал регулярно выходить в основе команды, постепенно забронировав за собой позицию центрального защитника. Но в целом, сезон 1978 года выдался для команды крайне неудачным, заняв в чемпионате последнее место, днепряне покинули элитный дивизион, проведя последующие два года в первой лиге.
В сезоне 1980 года, днепропетровцы возглавляемые тренером Виктором Лукашенко заняли второе место, что позволило им снова вернуться в высшую лигу. В 1981 году в «Днепре» произошли серьёзные изменения. Коллектив возглавили Владимир Емец и Геннадий Жиздик. Новые наставники, практически полностью обновили команду, из прошлогоднего состава осталось только несколько футболистов. Своей игрой и отношением к тренировочному процессу, сумел убедить тренеров в своей профпригодности и Пётр Кутузов, продолживший свои выступления в составе днепропетровцев. Сезон 1983 года стал одним из самых успешных для команды. «Днепр», впервые в своей истории выиграл чемпионат страны, а Кутузов с партнёрами заслуженно стали обладателями золотых медалей. В следующем году днепряне снова были среди лидеров чемпионата, в итоге финишировав на 3 месте. Осенью 1984 года, Пётр дебютировал в Кубке европейских чемпионов, приняв участие в двух поединках против болгарской команды «Левски-Спартак». В этом же сезоне, конкуренцию на позиции центрального защитника Кутузову составил, пришедший в коллектив из винницкой «Нивы» Иван Вишневский. В результате, оба центральных защитника провели в чемпионате по 17 игр, став бронзовыми призёрами.
Обострившаяся конкуренция за место в стартовом составе и всё больше сказывавшиеся на здоровье футболиста последствия травм, вынудили опытного защитника задуматься о завершении карьеры. Проведя часть сезона в бывшем клубе тренеров «Днепра» — никопольском «Колосе», Пётр вернулся в Днепропетровск. В августе 1985 года, сыграв в двух поединках чемпионата против минских динамовцев и «Жальгириса», Кутузов принимает решение завершить активные выступления в большом футболе.

### Карьера тренера
С 1986 года Пётр Васильевич начал свой тренерский путь, перейдя на работу в днепропетровский спортинтернат, где был на должности старшего тренера, а затем заместителем директора. Позже работал в кооперативе «Днепр». В 1989 году, главный тренер днепропетровской команды Евгений Кучеревский, пригласил Кутузова в свой коллектив на должность тренера-селекционера.
В начале 1992 года, Пётр Васильевич возглавил команду своего родного города — «Тилигул» (Тирасполь). Коллектив должен был стартовать в высшей лиге чемпионата СССР, но после распада Советского Союза, тираспольцы стартовали в первом независимом чемпионате Молдавии. Клуб уверенно лидировал в первенстве, после начавшегося в стране военного конфликта, тренер был вынужден оставить команду и вернуться в Днепропетровск, где возглавивший к тому времени «Днепр» Николай Павлов, пригласил своего бывшего партнёра по команде в свой тренерский штаб. В сезоне 1995/96 Пётр Кутузов возглавил второлиговый коллектив «Металлург» из Новомосковска, с которым занял 3 место в своей группе. В следующем сезоне вернулся в «Днепр», где был ассистентом главного тренера Вячеслава Грозного.
В 1999 году назначен главным тренером, выступавшей во второй лиге, второй команды днепропетровцев, за которую выступали молодые игроки и в свой же первый сезон вывел команду в первую лигу. Позже непродолжительное время работал в тренерском штабе луганской «Зари». В 2002—2003 годах тренировал молодых футболистов в днепропетровской ДЮСШ «Интер». С 2004 года, Пётр Васильевич Кутузов — старший тренер футбольной академии днепропетровского «Днепра».

## Достижения
- Чемпион СССР: 1983
- Бронзовый призёр чемпионата СССР: 1984